# Matusivka, Mala Vîska
Matusivka (în ucraineană Матусівка) este un sat în comuna Mareanivka din raionul Mala Vîska, regiunea Kirovohrad, Ucraina.

## Demografie
Componența lingvistică a localității Matusivka
     Ucraineană (95,3%)
     Belarusă (2,68%)
     Rusă (1,34%)
     Alte limbi (0,67%)
Conform recensământului din 2001, majoritatea populației localității Matusivka era vorbitoare de ucraineană (95,3%), existând în minoritate și vorbitori de belarusă (2,68%) și rusă (1,34%).